# Rio Sura
O rio Sura (em russo:  Сура, na língua tchuvache: Săr, Сăр) é um rio afluente do rio Volga pela margem direita, e um dos seus principais afluentes. Com comprimento total de 841 km e uma bacia que drena uma área de 67500 km², é um dos grandes rios da Federação Russa.
Administrativamente o rio percorre os oblasts de  Ulianovsk e Penza, a República da Mordóvia, a República da Chuváchia o oblast de Níjni Novgorod e a República de Mari El.
O rio passa junto das cidades de Penza, Alatyr, Shumerlya e Yadrin.

## Principais afluentes
Os principais afluentes do rio Sura são:
- pela margem esquerda:
  - rio Alatyr (Алатырь), 307 km e bacia de 11 200 km²;
  - rio Imza (Имза)
  - rio Piana (Пьяна), 436 km, caudal de 25 m³/s e bacia de 8600 km²;
  - rio Uza (Уза)
  - rio Shuksha (Шукша)
  - rio Kutlu (Кутля)
  - rio Urga (Урга), 184 km;

- pela margem direita:
  - rio Algashka (Алгашка), 41 km e uma bacia de 378 km²;
  - rio Barysh (Барыш), 247 km e uma bacia de 5800 km²;
  - rio Бездна (Бездна),  97,7 km e uma bacia de 1320 km²;
  - rio Inza (Инза), 103 km;
  - rio Kumashka (Кумашка), 31,2 km;
  - rio Kirya (Киря), 91,7 km e uma bacia de 820 km²;